# كارل إل. ليند
كارل إل. ليند (بالإنجليزية: Carl L. Linde)‏ هو مهندس معماري أمريكي، ولد في 21 مايو 1864، وتوفي في 12 يوليو 1945.